# 니니아 튀베리
니니아 튀베리(스웨덴어: Ninja Thyberg, 1984년 10월 12일 ~ )는 스웨덴의 영화 감독이다. 예테보리 출신으로, 포르노 산업을 소재로 한 영화 《플레저》(2021)를 연출하였다.

## 연출 작품 목록
- 플레저(2013, 단편)
- 플레져(2021)